# Placówka Straży Granicznej w Koniecznej
Placówka Straży Granicznej w Koniecznej – zlikwidowana graniczna jednostka organizacyjna Straży Granicznej realizująca zadania w ochronie granicy państwowej z Republiką Słowacką.

## Formowanie i zmiany organizacyjne
Placówka Straży Granicznej w Koniecznej (PSG SG w Koniecznej) z siedzibą w miejscowości Konieczna, powstała 24 sierpnia 2005 w strukturach Karpackiego Oddziału Straży Granicznej, z przemianowania Granicznej Placówki Kontrolnej Straży Granicznej w Koniecznej (GPK SG w Koniecznej), której funkcjonariusze wykonywali kontrolę graniczną w drogowym przejściu granicznym Konieczna-Becherov – do 21 grudnia 2007.
W związku z reorganizacją Karpackiego Oddziału Straży Granicznej, związaną z realizacją przez Straż Graniczną nowych zadań, po włączeniu Polski do strefy Schengen (zniesienie kontroli granicznej i odstąpienie od konieczności fizycznej ochrony granicy państwowej), obszar działania uległ przesunięciu w głąb kraju, Placówka Straży Granicznej w Koniecznej 15 stycznia 2008 została rozformowania (Oficjalna decyzja o rozwiązaniu placówki zapadła 18 listopada 2008). Budynek został przekazany Agencji Mienia Rolnego. Teren powiatu gorlickiego przejęła Placówka Straży Granicznej w Piwnicznej-Zdroju.
Źródło: 

## Wydarzenia
- Największy udaremniony przemyt w historii PSG w Koniecznej to rok 2005. Przez granicę przejeżdżał bus z ukrytymi papierosami o wartości 48 tysięcy złotych. Inicjatywa kontrolera i podjęte przez niego działania ujawniły przemyt. Sprawa znalazła finał w sądzie. Towar uległ przepadkowi - został zarekwirowany przez urząd celny.
- W latach 2005–2006 na ochranianym przez placówkę odcinku granicy państwowej notowano usiłowania przekroczenia granicy wbrew przepisom z Polski na Słowację. Średnio w ciągu roku około 100 uchodźców czeczeńskich, zamierzało nielegalnie przedostać się do Austrii. Przybywali do Polski jako uchodźcy i po uzyskaniu prawa pobytu kombinowali jak dostać się do Austrii. Wysiadali z autobusu lub taksówki usiłowali przejść lub przejechać granicę słowacką. Byli zaopatrzeni w mapy, kompasy, latarki, które umożliwiały im podróżowanie nocą.

Źródło:

## Komendanci placówki
- ppłk SG Jan Ślusarz (do 14.01.2008) – do rozformowania[3].